# Ylodes jakutanus
Ylodes jakutanus är en nattsländeart som först beskrevs av Martynov 1910.  Ylodes jakutanus ingår i släktet Ylodes och familjen långhornssländor. Inga underarter finns listade i Catalogue of Life.